# Universitat Europea de Negocis
La Universitat Europea de Negocis fou una universitat xilena que pretenia ser creada per la IEDE per oferir cursos a alumnes d'escassos recursos. Tot i així, tan sols tingué 16 alumnes abans de ser tancada pel Ministeri d'Educació a causa del fet que la IEDE es veié involucrada en un cas de frau no tan sols a Xile sinó a molts països d'Amèrica del Sud. Posteriorment, la IEDE fou comprada per la Laureate International Universities.
El suposat objectiu de la universitat era formar professionals especialitzats en allò relatiu a negocis amb la Unió Europea en atenció al TLC que aquesta signar amb Xile el 2002.

## Carreres
Quan obrí oferia carreres d'Enginyeria Comercial i Auditoria. En volia obrir les de Sociologia i Dret abans de ser tancada.